# Rabbit Ears Range

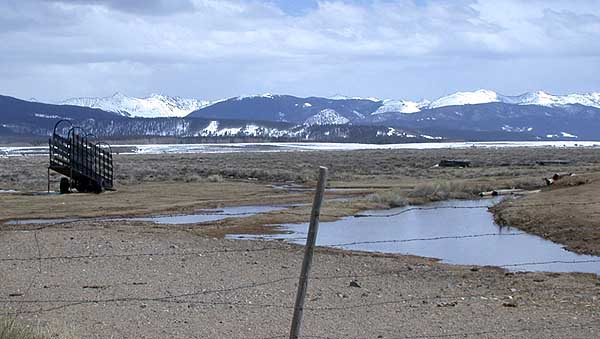
Rabbit Ears Range

Die Rabbit Ears Range ist eine Bergkette der südlichen Rocky Mountains im US-Bundesstaat Colorado und verläuft entlang der kontinentalen Wasserscheide Nordamerikas. Mit einer maximalen Höhe von 3.748 Metern gehört sie zu den niedrigsten Gebirgen dieser Wasserscheide.
Die Rabbit Ears Range liegt im zentralen Norden Colorados und verläuft vom Colorado River auf einer Länge von rund 50 km in nordwestliche Richtung, wo es schließlich den südlichsten Teil des Wyomingbeckens begrenzt und zusammen mit der Park Range im Westen sowie den Medicine Bow Mountains im Osten die natürliche Grenze des in diesem Becken liegenden Jackson County bildet. Die höchsten Erhebungen befinden sich an der kontinentalen Wasserscheide im nördlichen Teil der Bergkette, an der mit Parkview Mountain (3.748 m), Sheep Mountain (3.602 m) sowie Hyannis Peak (3.536 m) die höchsten Berge dominieren. Im südlichen Teil sticht nur noch Elk Mountain (3.481 m) hervor, während das restliche Gebirge weitestgehend unterhalb der Baumgrenze liegt und dicht bewaldet ist. Das Waldgebiet nördlich der Wasserscheide gehört zum Routt-Nationalforst, der südliche Teil bildet den Arapaho-Nationalforst.
Im Osten schließen an die Rabbit Ears Range die Never Summer Mountains an – ein relativ kleines Gebirge, das nach wenigen Kilometern in die Front Range übergeht.
Koordinaten: 40° 22′ N, 106° 19′ W